# Politik i Zhejiang

Zhejiangs läge i Kina.

Den politiska makten i Zhejiang utövas officiellt av provinsen Zhejiangs folkregering, som leds av den regionala folkkongressen och guvernören i provinsen. Dessutom finns det en regional politiskt rådgivande konferens, som motsvarar Kinesiska folkets politiskt rådgivande konferens och främst har ceremoniella funktioner. Provinsens guvernör sedan september 2021 är Wang Hao.
I praktiken utövar dock den regionala avdelningen av Kinas kommunistiska parti den avgörande makten i Anhui och partisekreteraren i regionen har högre rang i partihierarkin än guvernören. Sedan december 2022 heter partisekreteraren Yi Lianhong.

## Lista över Zhejiangs guvernörer
1. Tan Zhenlin (谭震林): 1949 – 1955
2. Sha Wenhan (沙文汉): 1955 – 1957
3. Huo Shilian (霍士廉): 1957 – 1958
4. Zhou Jianren (周建人): 1958 – 1966
5. Nan Ping (南萍): 1968 – 1973
6. Tan Qilong (谭启龙): 1973 – 1977
7. Qian Ying (铁瑛): 1977 – 1979
8. Li Fengping (李丰平): 1979 – 1983
9. Xue Ju (薛驹): 1983 – 1988
10. Shen Zulun (沈祖伦): 1988 – 1990
11. Ge Hongsheng (葛洪升): 1990 – 1991
12. Wan Xueyuan (万学远): 1991 – 1997
13. Chai Songyue (柴松岳): 1997 – 2002
14. Xi Jinping (习近平): 2002 – 2003
15. Lü Zushan (吕祖善): 2003 – 2011
16. Xia Baolong (夏宝龙): augusti 2011 － december 2012
17. Li Qiang (李强): december 2012 － juni 2016
18. Che Jun (车俊): juli 2016 － april 2017 [1][2]
19. Yuan Jiajun (袁家军): april 2017 － september 2020
20. Zheng Shanjie (郑栅洁): september 2020 － september 2021
21. Wang Hao (王浩): september 2021 －

## Lista över Zhejiangs partisekreterare
1. Tan Zhenlin (谭震林): maj 1949 – september 1952
2. Tan Qilong (谭启龙): september 1952 – augusti 1954
3. Jiang Hua (江华): augusti 1954 – januari 1967
4. Nan Ping (南萍): mars 1968 – maj 1973
5. Tan Qilong (谭启龙): maj 1973 – februari 1977
6. Qian Ying (铁瑛): februari 1977 – mars 1983
7. Wang Fang (王芳): mars 1983 – mars 1987
8. Xue Ju (薛驹): mars 1987 – december 1988
9. Li Zemin (李泽民): december 1988 – september 1998
10. Zhang Dejiang (张德江): september 1998 – november 2002
11. Xi Jinping (习近平): november 2002  – mars 2007
12. Zhao Hongzhu (赵洪祝): mars 2007 – december 2012
13. Xia Baolong (夏宝龙): december 2012 – april 2017
14. Che Jun (车俊): april 2017 – september 2020
15. Yuan Jiajun (袁家军): september 2020 – december 2022
16. Yi Lianhong (易炼红): december 2022 -